# Annapolis (film, 2006)
Pour les articles homonymes, voir Annapolis (homonymie).
Pour plus de détails, voir Fiche technique et Distribution.
Annapolis est un film américain réalisé par Justin Lin, sorti en 2006.

## Synopsis
Un jeune homme aspire à intégrer la prestigieuse école navale d'Annapolis malgré de mauvaises notes, et il atteint son but en soudoyant un membre du Congrès...

## Fiche technique

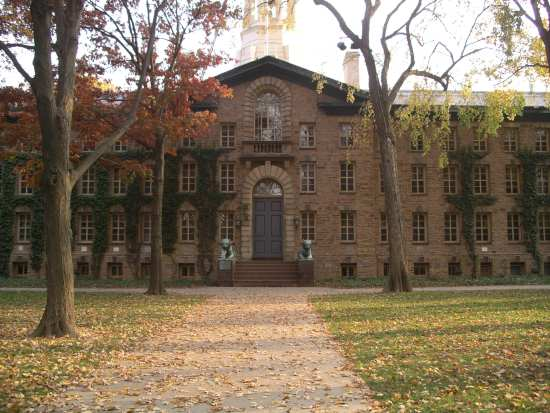
Nassau Hall, Université Princeton

Source principale de la fiche technique
- Titre français et original : Annapolis
- Réalisation : Justin Lin
- Scénario : David Collard
- Direction artistique : Christopher Tandon
- Musique : Brian Tyler
- Décors : Patti Podesta
- Costumes : Gloria Gresham
- Photographie : Phil Abraham
- Son :
- Montage : Fred Raskin
- Production : Damien Saccani et Mark Vahradian (en)
  - Coproduction : Gym Hinderer
  - Production déléguée : Steve Nicolaides
- Société de production : Touchstone Pictures et Mother B Productions
- Distribution :
  -  États-Unis : Buena Vista Pictures
  -  Suisse : Buena Vista International
- Budget : 26 millions $US[2].
- Pays :  États-Unis
- Format : Couleur - Son : Dolby Digital, DTS, SDDS - 1,85:1 - Format 35 mm
- Genre : drame
- Durée : 108 minutes
- Lieux de tournage : Philadelphie,  Pennsylvanie et l'université de Princeton,  New Jersey
- Dates de sortie :
  -  États-Unis et  Canada : 27 janvier 2006
  -  France : 20 septembre 2006 (sortie directement en DVD)

## Distribution
Source principale de la distribution
| - James Franco (VFB : Alexandre Crépet) : Jake Huard - Macka Foley : Ref - Tyrese Gibson : Lieutenant Cole - Jim Parrack : AJ - Donnie Wahlberg : Lieutenant Burton - Brian Goodman (en) : Bill Huard - Billy Finnigan : Kevin - Jordana Brewster (VFB : Célia Torrens): Ali - Katie Hein : Risa - Jimmy Lin : Midshipman Lin - Charles Napier : Supt. Carter - Heather Henderson : Daniels - Vicellous Reon Shannon (en) : Twins - Roger Fan (en) : Loo - McCaleb Burnett : Whitaker - Wilmer Calderon (en) : Estrada - Lisa Crilley (VFB : Maia Baran) : Jen |

## Bande originale
1. Nowhere Ride - The Chelsea Smiles (en)
2. More Human than Human - White Zombie
3. When I'm Gone - No Address (en)
4. Just Stop - Disturbed
5. Somersault - Zero 7
6. Born Too Slow - The Crystal Method
7. Hero of the Day - Metallica
8. Start Something - Lostprophets